# كاي ماكنزي-لايلي
كاي ماكنزي-لايلي (بالإنجليزية: Kai McKenzie-Lyle)‏ هو لاعب كرة قدم بريطاني في مركز حراسة المرمى، ولد في 30 نوفمبر 1997 في هارينجي في المملكة المتحدة. لعب مع نادي بارنت.

## وصلات خارجية
- كاي ماكنزي-لايلي على موقع قاعدة بيانات كرة القدم.إي يو (الإنجليزية)
- كاي ماكنزي-لايلي على موقع ناشيونال فوتبول تيمز (الإنجليزية)
- كاي ماكنزي-لايلي على موقع Soccerbase.com (لاعب) (الإنجليزية)
- كاي ماكنزي-لايلي على موقع Soccerway.com (الإنجليزية)